# Palenque (municipi mexicà)
Palenque és un dels 124 municipis que conformen l'estat de Chiapas, la seva capital és el ciutat de Palenque. D'acord als resultats del Cens de Població i Habitatge de 2020 realitzat per l'Institut Nacional d'Estadística i Geografia, la població total de Palenque era de 132.265 habitants (un2,4% del total de l'estat), que representa un increment significatiu respecte els 110.918 del 2010, dels quals 65.076 són homes i 67.189 són dones. D'acord a les dades censals del 2020 aquests resultat el municipi inclou un total de 683 localitats, de població molt heterogènia, a continuació s'enumeren aquelles que superaven el miler d'habitant:
| Codi  | Localitat                                                                      | Població |
| INEGI | Total municipal                                                                | 132.265  |
| 0001  | Palenque 17° 30′ 33″ N, 91° 58′ 52″ O / 17.50917°N,91.98111°O                  | 51.797   |
| 0105  | Río Chancalá 17° 20′ 3″ N, 91° 41′ 8″ O / 17.33417°N,91.68556°O                | 2.236    |
| 0182  | Agua Blanca Serranía 17° 16′ 1″ N, 91° 50′ 4″ O / 17.26694°N,91.83444°O        | 1.726    |
| 0047  | El Edén 17° 16′ 22″ N, 91° 33′ 32″ O / 17.27278°N,91.55889°O                   | 1.467    |
| 0191  | Arimatea 17° 20′ 27″ N, 91° 52′ 37″ O / 17.34083°N,91.87694°O                  | 1.385    |
| 0106  | Doctor Samuel León Brindis 17° 26′ 9″ N, 91° 55′ 56″ O / 17.43583°N,91.93222°O | 1.382    |
| 0184  | Profesor Roberto Barrios 17° 19′ 36″ N, 91° 55′ 35″ O / 17.32667°N,91.92639°O  | 1.361    |
| 0712  | San Juan Tulija 17° 14′ 32″ N, 91° 58′ 6″ O / 17.24222°N,91.96833°O            | 1.211    |
| 0011  | Bajadas Grandes 17° 42′ 4″ N, 92° 15′ 45″ O / 17.70111°N,92.26250°O            | 1.192    |
| 0118  | Babilonia 17° 28′ 51″ N, 91° 59′ 28″ O / 17.48083°N,91.99111°O                 | 1.014    |

D'acord als resultats censals del 2020 la població municipal presentava una edat mediana de 23 anys. Des del punt de vista lingüístic gairebé la meitat dels seus habitants son parlants d'una llengua indígena, majoritàriament el chol i del tzeltal. I entre aquests una desena part no parlaven castellà.